# Belgien i Eurovision Song Contest 2008
Eurosong 2008 var den belgiska uttagningen till ESC 2008.

## Första kvartsfinalen 27 januari 2008
1. Katy Satyn - Magical Sensation 

2. Raeven - Shut Down The Heatmachine 

3. Brahim - What I Like About You 

4. Eva Darche - We Breathe 

5. Femme Fatale - Décadence 

## Andra kvartsfinalen 3 februari 2008
1. Kenza - Breaking All The Rules 

2. E.F.R. - Your Guiding Star 

3. Ishtar - O Julissi Na Jalini 

4. Esther - Game Over 

5. Tanja Dexters - Addicted To You 

## Tredje kvartsfinalen 10 februari 2008
1. Ellis T - My Music 

2. Tabitha Cycon - Rumour Has It 

3. Di Bono - I'm Not Sorry 

4. Nelson - If I Can't Find Love 

5. Geena Lisa - Wheel Of Time 

## Fjärde kvartsfinalen 17 februari 2008
1. Francesco Palmeri - Vagabundo 

2. Paranoiacs - Shout It Out 

3. Elisa - Around The World 

4. A Butterfly Mind - Lonely Heart On Wheels 

5. Sandrine - I Feel The Same Way 